# Susanne Steiger
Susanne Steiger (* 9. Oktober 1982 in Aachen) ist eine deutsche Juwelierin, Geschäftsfrau, Pferdesportlerin sowie Händlerin in der Fernsehreihe Bares für Rares.

## Leben
Steiger ist gelernte Steuerfachwirtin und seit 2015 als Diamond Grader (englisch Diamantgutachter) von „HRD Antwerp“ zertifiziert. Sie unterhält zwei Geschäftslokale zum An- und Verkauf von Schmuck in Kerpen (seit 2007) und Bornheim (seit 2012). Hier bietet sie auch eigene Kreationen an, die von ihrem angestellten Goldschmiedemeister handwerklich umgesetzt werden. Zuvor war sie in einem Pfandhaus ihres Vaters tätig. Ihre Mutter ist Steuerberaterin.
Als Springreiterin nahm Steiger unter anderem mit ihrer Stute Filippa 13  an Prüfungen der Schweren Klasse teil. 2016 belegte sie in der „Rangliste der Springreiter im Rheinland“ Platz 176, 2017 erreichte sie in Rheinland-Pfalz Platz 57.
Weitere Bekanntheit erreichte Susanne Steiger durch ihre Auftritte als Schmuck- und Antiquitätenankäuferin in der ZDF-Fernsehsendereihe Bares für Rares, deren Händlerteam sie seit der zweiten Staffel 2014 angehört. In der Abendsendung vom 22. Mai 2019 erwarb sie ein goldenes Pektorale, ein Schmuckkreuz aus der Zeit um das Jahr 1700 mit 40 Karat Diamanten und päpstlich besiegeltem Holzsplitter vom Kreuz Jesu für 42.000 Euro, bis 2024 Rekordwert für Verkäufe in der Reihe. Zum höchsten Gebot für ein Objekt kam es in der Abendsendung vom 12. Juli 2018, als Susanne Steiger 90.000 Euro für ein Mercedes-Benz-Cabriolet 190 SL bot; jedoch kam das Geschäft nicht zustande, da der Verkäufer das Fahrzeug nicht unter 95.000 Euro abgeben wollte.
Zusammen mit dem Kunstagenten Christian-Frederik Plötz entdeckte Steiger im Januar 2016 in einem Bonner Privathaushalt das seit Mitte der 1980er Jahre nach einer Ausstellung in Münster verschollen geglaubte Gemälde Tulpe Sommerschön des Malers Balthasar van der Ast. Das Bild aus dem Jahr 1625 zeigt ein Stillleben mit Tulpe, Schmetterling und Fliege und wurde im Dezember 2016 im Auktionshaus Christie’s in London für 785.000 Euro versteigert.